# Project Looking Glass
Project Looking Glass è un desktop environment tridimensionale gratuito pubblicato da Sun Microsystems sotto licenza GPL e orientato ai sistemi operativi GNU/Linux, Solaris, e Microsoft Windows.
Dopo un lungo sviluppo, il 19 dicembre 2006 è stata pubblicata la versione 1.0 stabile.
Looking Glass è scritto in Java usando il sistema Java 3D per essere indipendente dalla piattaforma.
Grazie all'impiego spinto dell'accelerazione grafica, Looking Glass permette di aggiungere la terza dimensione al consueto uso dell'interfaccia grafica, ed è in grado di supportare sia le applicazioni convenzionali che quelle specificamente progettate per Looking Glass.
Una delle caratteristiche degne di nota è la gestione di due facce diverse per ogni finestra aperta, che permette di impiegare il retro per annotazioni personali o per visualizzare dialoghi modali (bloccanti per l'applicazione che li ha originati), senza l'usuale assembramento di finestre sullo schermo a cui l'utenza si è nel tempo abituata.
Alla sua creazione, ogni finestra appare del tutto usuale, tuttavia viene data all'utente la possibilità di rotazione completa sui tre assi, come si trattasse di una lavagna sospesa a mezz'aria.
Tra le altre caratteristiche vanno citate la possibilità di gestire scrivanie multiple affiancate, icone aggiornate con l'anteprima in tempo reale del loro contenuto e zoom dinamico sulle singole finestre al ricevimento del focus dell'utente.
Come per alcune distribuzioni di GNU/Linux, Looking Glass è disponibile anche in versione LiveCD.

## Storia
Looking Glass inizialmente è stato sviluppato da Hideya Kawahara, un programmatore trentatreenne della Sun che lo scrisse nel suo tempo libero su un piccolo Notebook con Linux.  Dopo una dimostrazione di una prima versione ai dirigenti Sun, gli è stato assegnato tempo pieno con un team dedicato. Su java.net è disponibile una sua intervista.

## Progetti simili
Looking Glass è stato uno dei primi tentativi di desktop tridimensionale ad affacciarsi sul mercato.
Può pertanto essere considerato come ispiratore di diversi progetti che hanno visto la luce in anni più recenti, tra cui vanno citati i vari compositing window manager per il sistema GNU/Linux, principalmente Compiz e Beryl, la libreria di sistema Quartz Extreme per sistemi macOS e quella che la critica considera la sua controparte Microsoft: Windows Aero.

## Software correlati
- Compiz - Un compositing window manager per GNU/Linux
- Beryl - Un fork di Compiz con cui si è recentemente riunito in Compiz Fusion
- Windows Aero - Desktop 3D che Microsoft ha attivato su alcune versioni del suo sistema operativo Windows Vista
- Quartz Extreme - Desktop 3D di cui Apple ha dotato il suo sistema operativo macOS